# پری‌شاهرخ مونتسرات
پری‌شاهرخ مونتسرات (نام علمی: Icterus oberi) نام یک گونه از سرده پری‌شاهرخ بر جدید است.